# Woo Sun-hee
Woo Sun-hee (* 1. Juli 1978 in Seoul, Südkorea) ist eine ehemalige südkoreanische Handballspielerin, die dem Kader der südkoreanischen Nationalmannschaft angehörte. Sie bestritt mindestens 124 Länderspiele, in denen sie mindestens 396 Treffer erzielte. Mittlerweile ist sie als Handballtrainerin tätig.

## Karriere
Woo Sun-hee spielte beim südkoreanischen Verein Samcheok City Hall. Von 2007 bis 2009 stand die Außenspielerin beim rumänischen Erstligisten Rulmentul Braşov unter Vertrag. Mit der südkoreanischen Nationalmannschaft nahm die Linkshänderin an den olympischen Spielen 2004, 2012 und 2016, an den Weltmeisterschaften 2003, 2005, 2007, 2009, 2011 und 2013 sowie an den Asienspielen 2002, 2006, 2010 und 2014 teil. Bei der WM 2005 und der WM 2013 wurde sie jeweils in das All-Star-Team berufen.
Woo Sun-hee trainiert seit 2024 die südkoreanische Jugendnationalmannschaft.

### Erfolge
- Silbermedaille bei den Olympischen Spielen 2004
- Bronzemedaille bei der Weltmeisterschaft 2003
- Goldmedaille bei den Asienspielen 2002, 2006, 2014[8]
- Bronzemedaille bei den Asienspielen 2010